# 박정근 (바둑 기사)
박정근(朴貞根, 1986년 1월 6일 ~ )은 대한민국의 바둑 기사이다.

## 약력
2004년에 제99회 연구생 입단대회를 통해 입단했다. 2005년 제10기 박카스배 천원전 결승에서 고근태에게 져서 준우승을 차지했다. 2008년 한국바둑리그에 참가하여 본선에 올랐고, 2010년 제6기 한국물가정보배 본선과 제38기 하이원리조트배 명인전 본선에 각각 진출했다. 2011년 제39기 하이원리조트배 명인전 본선에 올랐다. 2012년 5단을 거쳐 2015년 12월에 6단으로 승단하였다. 2021년 7단으로 승단했다.